# Hajo Steinert

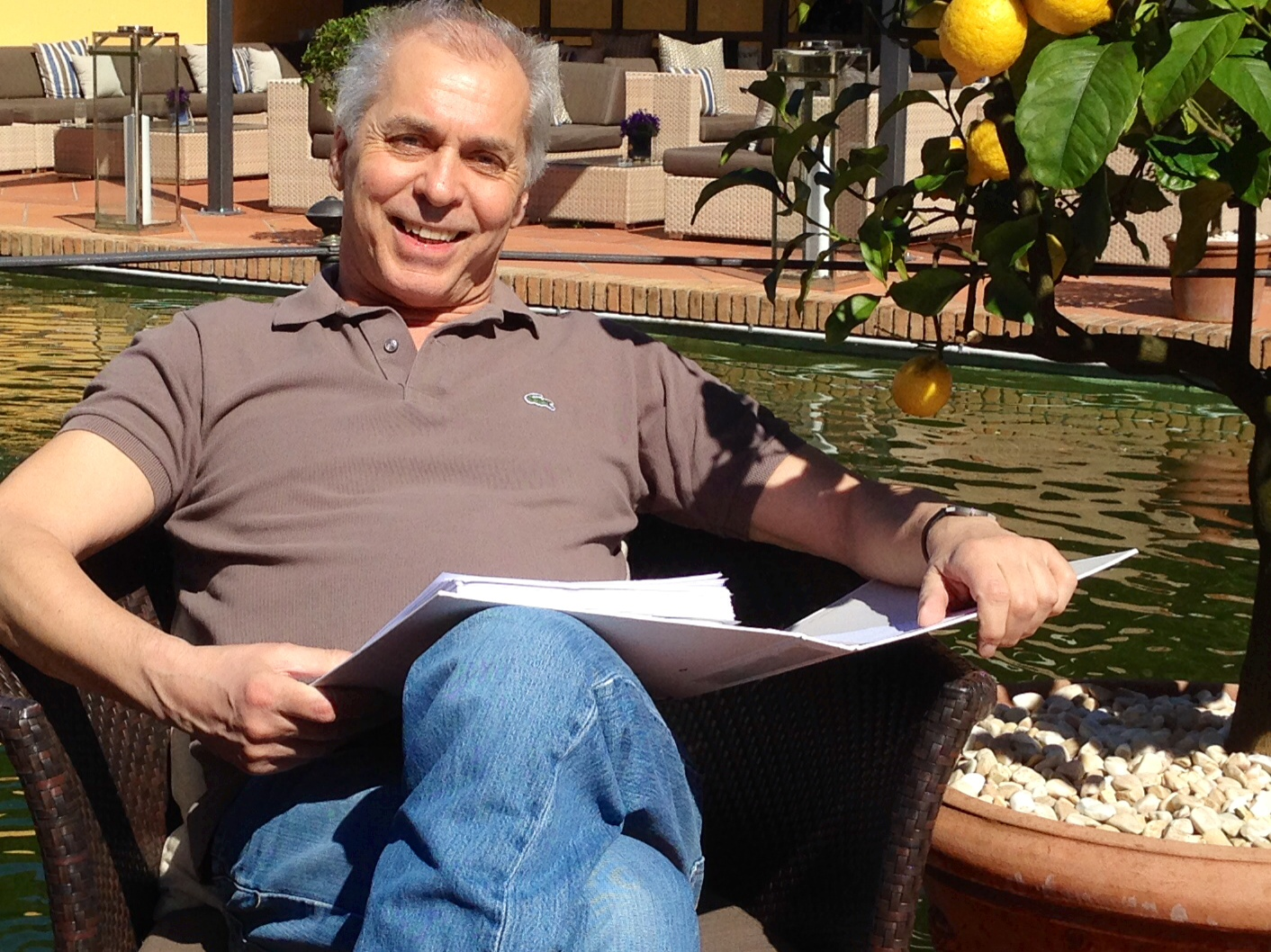
Hajo Steinert in Ascona, literaturfestival monte verità, 2015

Hajo Steinert (* 1952 in Goslar) ist ein deutscher Schriftsteller, Rundfunkjournalist und Literaturkritiker.

## Leben
Steinert wuchs in Düsseldorf und Gummersbach auf, studierte von 1974 bis 1977 an der Universität Siegen und von 1977 bis 1980 an der University of Houston Germanistik und Vergleichende Literaturwissenschaften. Er machte 1980 seinen Abschluss als Master of Arts in Houston und promovierte 1983 zum Dr. phil. bei Professor Helmut Kreuzer in Siegen. Seit 1984 lebt er in Köln.

## Berufliches Wirken
Von 1975 bis 1980 wirkte Steinert als wissenschaftlicher Mitarbeiter und Research Assistant an den Universitäten in Siegen bzw. Houston. Von 1980 an schrieb er regelmäßig Film- und Literaturkritiken für die Siegener Zeitung, den Kölner Stadt-Anzeiger und die Frankfurter Allgemeine Zeitung (bis 1988). Von 1986 bis 2016 arbeitete er als Literatur-Redakteur, Autor und Moderator beim Deutschlandfunk. Von 1999 an leitete er zusätzlich das Ressort „Kulturelles Wort“.
1990 gründete er die monatlich ausgestrahlte Veranstaltungs- und Sendereihe „Studio LCB. Aus dem Literarischen Colloquium Berlin,“ die heute (Stand Februar 2019) noch regelmäßig stattfindet. 1994 rief er die monatlich von 30 Juroren aus Deutschland, Österreich und der Schweiz zusammengestellte und unter seiner Moderation (bis 2016) ausgestrahlte DLF-Bestenliste für Kinder- und Jugendliteratur „Die besten 7 Bücher für junge Leser“ ins Leben.
Zwischen 1986 und 2001 schrieb er u. a. für Die Zeit, die Weltwoche in Zürich und die Basler Zeitung Rezensionen. Von 2001 bis 2014 auch für die Literarische Welt.
Von 1990 bis 2000 trat er mit Schriftstellerporträts (John Irving, Louis Begley, Paul Auster, Colum McCann, Lily Brett, James Salter, Martin Walser, Ingo Schulze u. v. a.) als Filmautor und Studiogast in Literatursendungen verschiedener Sendeanstalten der ARD („Bücher, Bücher“, „Lesezeit“, „Kulturweltspiegel“, „Literatur im Foyer“) in Erscheinung. Am 13. Juni 1996 war er Marcel Reich-Ranickis Gast im „Literarischen Quartett“ des ZDF.
Steinert war Lehrbeauftragter an Universitäten in Zürich und Hildesheim und Gastprofessor an der Washington University in St. Louis/Missouri (2006). Als Moderator und Programmbeirat engagiert er sich seit 1991 jährlich für das Erlanger Poetenfest (Stand 2019). Seine Jurytätigkeit erstreckt sich u. a. von der SWR-Bestenliste (seit 1988), dem Aspekte-Literaturpreis des ZDF (seit 1990) über den Marie Luise Kaschnitz-Preis (seit 2000), den Peter-Huchel-Preis (2003–2005), den Heinrich-Böll-Preis (seit 2006), den Deutschen Buchpreis (2007) bis hin zum 2012 gegründeten Ulla-Hahn-Preis und zur Darmstädter Jury Buch des Monats.
Seit 1984 verfasst Steinert Bücher, Buchbeiträge, Lexikonartikel zu den Bereichen Literatur, Fußball und Fotografie. Er gab Anthologien und Hörbücher zur deutschen Literatur heraus und ist Autor literarischer Prosa. 2015 erschien sein erster Roman. Der Liebesidiot erzählt die turbulente, ebenso tragische wie komische Geschichte eines Mannes, der nach Jahren des erotischen Experimentierens vor allem eines herbeisehnt: die Rückkehr der Liebe. In seinem 2019 erschienenen Roman Blumenspiel erzählt Steinert von einem Kunstschmied und einer Näherin, die 1909 aus der lärmenden Stadt Cöln am Rhein flüchten und in der Aussteigerkolonie auf dem Monte Verità in Ascona landen.
Steinert ist Mitglied im PEN.

## Schriften (Auswahl)
- Rückpässe. Die Fibel für Fußball-Romantiker. Ellert & Richter Verlag. Hamburg 2015, ISBN 978-3-8319-0621-5.
- 686,4 Der Rheinauhafen Köln. Metamorphose einer Stadtlandschaft. Klaus Kuschek (Fotos) / Hajo Steinert (Text). Greven Verlag, Köln 2012, ISBN 978-3-7743-0605-9.
- Chargesheimer im Zoo. Fotografien aus den fünfziger Jahren. Greven Verlag, Köln 2010, ISBN 978-3-7743-0437-6.
- Podolskis Ahnen. Erinnerungen an den Fussball. DuMont Literatur und Kunst Verlag, Köln 2006, ISBN 978-3-8321-7954-0.
- Unser Stadion. Geschichten, Legenden, Schicksale. Kiepenheuer und Witsch, Köln 2004, ISBN 3-462-03549-5.
- Schnellkurs Fußball. DuMont Literatur und Kunst Verlag. Köln 2002, ISBN 3-8321-7800-7.
- Das Schreiben über den Tod. Von Thomas Bernhards Roman "Verstörung" zur Erzählprosa der siebziger Jahre. Peter Lang, Frankfurt a. M. 1984.

## Herausgaben (Auswahl)
- Stadtlandfluss. Eine Lyrikanthologie. Hrsg. von Jürgen Nendza und Hajo Steinert mit einem Nachwort von Ulla Hahn. Lilienfeld Verlag, Düsseldorf 2014, ISBN 978-3-940357-46-5.
- Schöne Aussichten. Neue Prosa aus der DDR. Hrsg. zusammen mit Christian Döring. Suhrkamp, Frankfurt a. M. 1990, ISBN 3-518-11593-6.
- Erste Einsichten. Neue Prosa aus der Bundesrepublik. Hrsg. zusammen mit Christian Döring. Suhrkamp, Frankfurt a. M. 1990, ISBN 3-518-11592-8.

## Hörbücher (Auswahl)
- Ich, Lukas Podolski. Die besten Szenen! Die stärksten Sprüche! Alle WM-Tore, alles Live! Originaltoncollage. Kunstmann Verlag, München 2006, ISBN 3-88897-440-2.
- Dichterstimmen 1. 60er Jahre. Mit Alfred Andersch, Thomas Bernhard, Jürgen Becker, Heimito von Doderer, Siegfried Lenz, Wolfgang Koeppen, Gisela Elsner und Marie-Luise Kaschnitz. Der Hörverlag, München, ISBN 3-89940-407-6.
- Dichterstimmen 2. 70er Jahre. Mit Nicolas Born, Elias Canetti, Wilhelm Genazino, Dieter Wellershoff, Gabriele Wohmann, Peter Handke, Botho Strauß, Angelika Mechtel, Martin Walser und Ror Wolf. Der Hörverlag, München, ISBN 3-89940-636-2.

## Buchbeiträge (Auswahl)
- Die Auflösung des Konjunktivs im Netz. In: Das Tor der Tore. Die größten Momente des deutschen Fußballs. Hrsg. von Peter Bizer. Ellert & Richter Verlag, Hamburg 2014, ISBN 978-3-8319-0600-0.
- Jurek Becker und das Radio. Ein Hörfunkredakteur berichtet. In: Der Grenzgänger. Zu Leben und Werk Jurek Beckers. Hrsg. von Olaf Kutzmutz. Bundesakademie für kulturelle Bildung Wolfenbüttel. Wolfenbüttel 2012. ISBN 978-3-929622-53-9.
- So nah wie möglich an der Wahrheit zu lügen. Barbara Honigmanns autobiografische Schriften. In: Die Ethik der Literatur. Deutsche Autoren der Gegenwart. Hrsg. von Paul Michael Lützeler. Wallstein Verlag, Göttingen 2011, ISBN 978-3-8353-0865-7.
- Ran an die Theke! Eine Kneipentour durch die Prosa des Weltenbummlers Matthias Politycki. In: Kritik des Ästhetischen – Ästhetik der Kritik. Hrsg. von Andreas Kirchner u. a. Schüren Verlag, Marburg 2010, ISBN 3-89472-566-4.
- zugeschüttetes gesicht. Über Friederike Mayröcker. In: Frauen dichten anders. Hrsg. von Marcel Reich-Ranicki. Insel Verlag, Frankfurt a. M. und Leipzig 1998, ISBN 3-458-16887-7.
- Wottka-Kalé! Wottka-Kalé! Über Adolf Endler. In: Krawarnewall. Über Adolf Endler. Hrsg. von Gerrit-Jan Berndse. Reclam-Verlag, Leipzig 1997, ISBN 3-379-01599-7.
- Der Mann mit dem Koffer. In: Begegnungen. Facetten eines Jahrhunderts. Helmut Kreuzer zum 70. Geburtstag. Hrsg. von Doris Rosenstein. Verlag Carl Böschen, Siegen 1997, ISBN 3-932212-07-X.
- Döblin. Dringend gesucht. Berlin-Romane der neunziger Jahre. In: Deutschsprachige Gegenwartsliteratur. Wider ihre Verächter. Hrsg. von Christian Döring. Suhrkamp Verlag, Frankfurt a. M. 1995, ISBN 3-518-11938-9.
- Die Entdeckung der Langsamkeit. In: Dieter Kühn. Hrsg. von Werner Klüppelholz und Helmut Scheuer. Suhrkamp Verlag, Frankfurt a. M. 1992, ISBN 3-518-38613-1.
- Der letzte Literaturpapst dieses Jahrhunderts. In: Betrifft Literatur. Über Marcel Reich-Ranicki. Hrsg. von Peter Wapnewski, Deutsche Verlags-Anstalt, Stuttgart 1990, ISBN 3-421-06570-5.

## Erzählende Prosa (Auswahl)
- Blumenspiel. Roman. München 2019, Penguin Verlag, ISBN 978-3-328-60008-4.
- Der Liebesidiot. Roman. München 2015, Knaus Verlag, ISBN 978-3-8135-0429-3.
- Der Kaschmirpullover 2. In: Sonnenkätzchen. Hrsg. von Jone Heer. Piper, München 2012, ISBN 978-3-492-27462-3.
- Der Kaschmirpullover I. In: Sommerkätzchen. Hrsg. von Jone Heer. Piper, München 2010, ISBN 978-3-492-25842-5.
- Ich bin Garrincha. In: Fritz Walter, Kaiser Franz und wir. Hrsg. von Frank Goosen. Eichborn, Frankfurt a. M. 2004, ISBN 3-8218-4884-7.
- Das Zappeln im Netz oder Sterben in Schönheit. In: 3:2. 20 Jahre Cordoba. Döcker, Wien 1998, ISBN 3-85115-260-3.
- Papi, hier stinkt' s. In: Papi liebt dich. Illustriert von Jutta Bauer. Verlag Schöffling & Co., Frankfurt 1998, ISBN 3-89561-053-4.

## Auszeichnungen
- Max Kade Critic in Residence an der Washington University in St. Louis (2006).
- Kurt Magnus Preis für Hörfunkjournalismus (1987).